# Odyneropsis brasiliensis
Odyneropsis brasiliensis là một loài Hymenoptera trong họ Apidae. Loài này được Friese mô tả khoa học năm 1906.